# Begraafplaats van Ascq

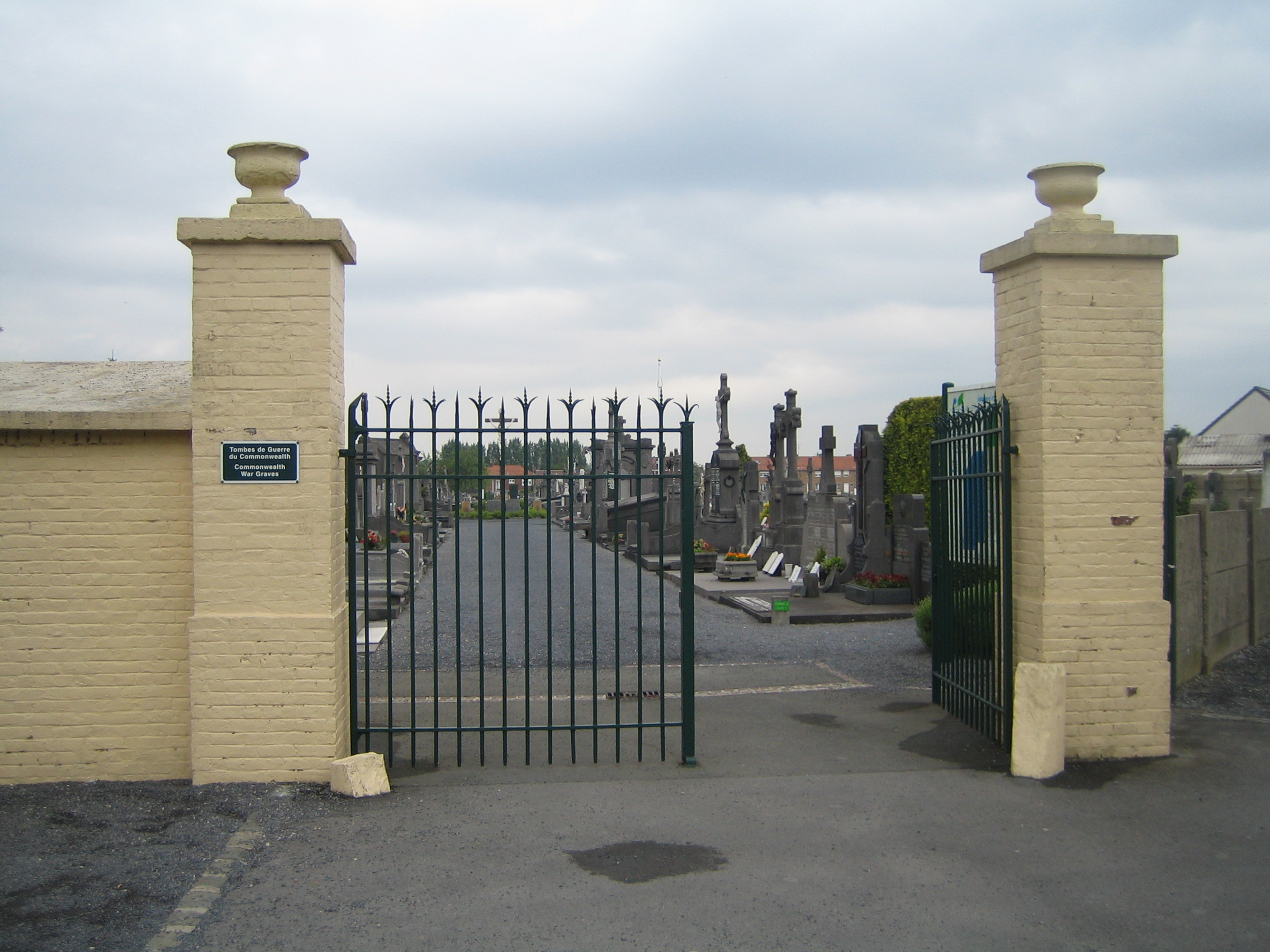
Ingang

De Begraafplaats van Ascq (Frans: Cimetière d'Ascq) is een gemeentelijke begraafplaats in de Franse plaats Ascq, tegenwoordig een deel van de gemeente Villeneuve d'Ascq in het Noorderdepartement. De begraafplaats ligt in het oosten van Ascq, in het zuidoosten van de gemeente.

## Herdenkingsmonument

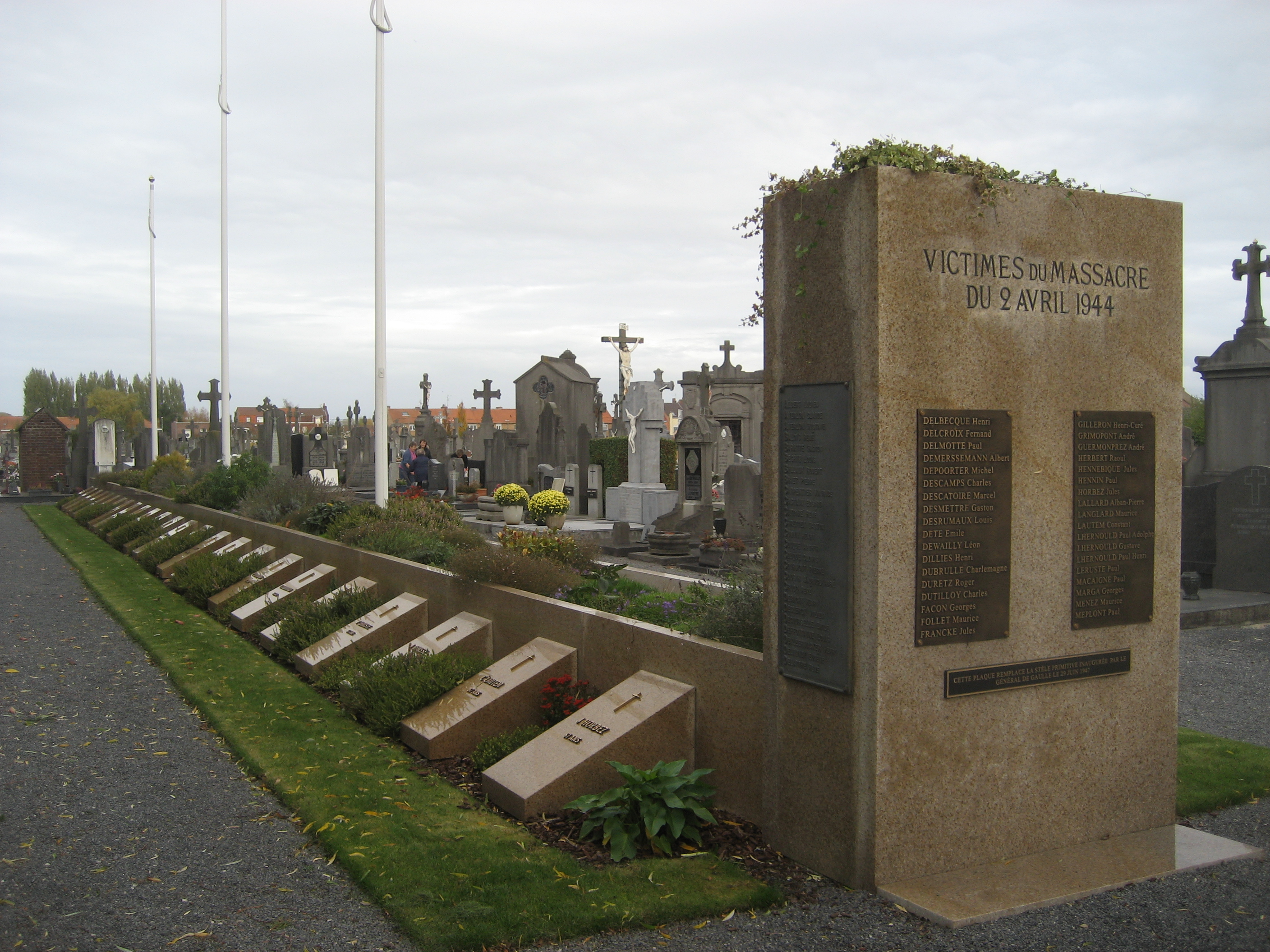
Monument voor de massamoord

Op de begraafplaats bevindt zich een herdenkingsmonument met graven van de Massamoord van Ascq, waarbij tijdens de Tweede Wereldoorlog op 2 april 1944 86 mensen geëxecuteerd werden.

## Britse oorlogsgraven
Op de begraafplaats bevindt zich ook een perk met Britse militaire graven van gesneuvelden uit de Eerste en Tweede Wereldoorlog. Op het eind van de Eerste Wereldoorlog waren in Ascq enkele Britse veldhospitalen gelegerd. Het perk bevindt zich in het zuiden van de begraafplaats en is 249 m² groot. Bij de graven staat hier een Cross of Sacrifice. Het perk telt 58 Britse graven, waarvan er 55 met gesneuvelden uit de Eerste Wereldoorlog en 3 uit de Tweede Wereldoorlog. Vier graven zijn Chinese gesneuvelden uit het Britse Chinese Labour Corps. Het perk wordt onderhouden door de Commonwealth War Graves Commission. In de CWGC-registers is de begraafplaats opgenomen als Ascq Communal Cemetery.